# Chinese woudaap
De Chinese woudaap (Botaurus sinensis, synoniem: Ixobrychus sinensis) is een vogel uit de familie Ardeidae (reigers en roerdompen).

## Verspreiding en leefgebied
Deze soort komt voor in zuidelijk Azië, Maleisië, Nieuw-Guinea en zuidelijk Oceanië.

## Status
De grootte van de populatie is in 2006 geschat tussen de honderdduizend en een miljoen individuen. Op de Rode lijst van de IUCN heeft deze soort de status niet bedreigd.